# Missulena tussulena
Missulena tussulena är en spindelart som beskrevs av Pablo A. Goloboff 1994. Missulena tussulena ingår i släktet Missulena och familjen Actinopodidae. Inga underarter finns listade i Catalogue of Life.